# Sumur Anyir
Sumur Anyir is een bestuurslaag in het regentschap Sungai Penuh van de provincie Jambi, Indonesië. Sumur Anyir telt 1686 inwoners (volkstelling 2010).